# زبان مالاگاسی
زبان مالاگاسی زبان ملی کشور ماداگاسکار و از خانوادهٔ زبان‌های آسترونزیایی است. این زبان بیش از ۲۰ میلیون گویشور دارد.